# Pétur Pétursson

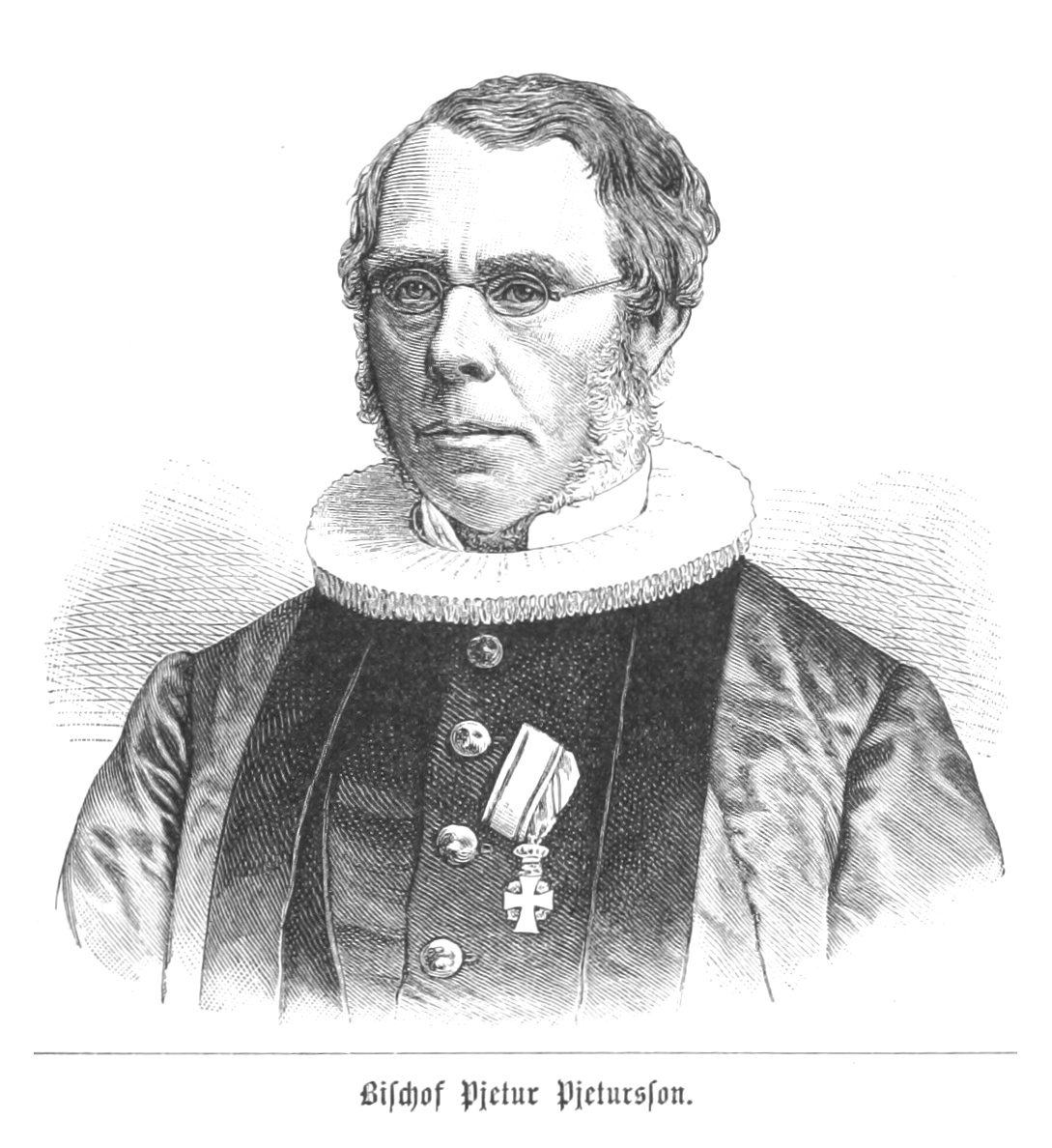
Pétur Pétursson.

Pétur Pétursson, född 3 oktober 1808 i Blönduhlíð, död 15 maj 1891, var en isländsk biskop. 
Pétur blev student 1829, teologie kandidat 1834, präst två år senare och prost på Island 1838. Han blev teologie doktor 1844, föreståndare för prästskolan i Reykjavik 1847, erhöll professors titel 1849 och utnämndes till biskop 1866. Han var medlem av alltinget 1849–1886 och likaledes 1851 av församlingen för rådplägning om Islands nya författning. 
Pétur skrev Historia ecclesiastica Islandiæ 1740–1840 (1841) och Commentatio de jure ecclesiarum in Islandia ante et post reformationem (1844), men är mest bekant genom sin huspostilla (1856; andra upplagan 1864) och en del betraktelser till aftonläsning, Hugvekjur til kvöldlestra (flera samlingar 1858–1883), vilka båda uppbyggelseskrifter fick stor utbredning. Han deltog även i revisionen av psalmboken och mässboken.